# 4660 Nereus
4660 Nereus è un asteroide Apollo del diametro medio di 0,33 km. Scoperto nel 1982, presenta un'orbita caratterizzata da un semiasse maggiore pari a 1,4855481 au e da un'eccentricità di 0,3589359, inclinata di 1,45397° rispetto all'eclittica.
L'asteroide è dedicato a Nereo, personaggio della mitologia greca.